# Lee Ki-hyung
Lee Ki-hyung ((이기형?, 李基珩?); Jeolla Meridionale, 28 settembre 1974) è un ex calciatore sudcoreano, di ruolo centrocampista.

## Palmarès

### Giocatore

#### Competizioni nazionali
- Campionato sudcoreano: 3

Suwon Bluewings: 1998, 1999
Seongnam: 2003
- Coppa di Corea del Sud: 3

Suwon Bluewings: 2002
- Supercoppa di Corea del Sud: 2

Suwon Bluewings: 1999, 2000
- Coppa di Lega sudcoreana: 3

Suwon Bluewings: 1999
Seongnam: 2004
Seoul: 2006
- Adidas Cup: 3

Suwon Bluewings: 1999, 2000, 2001
- Campionati neozelandesi: 1

Auckland: 2008-09

#### Competizioni internazionali
- AFC Champions League: 2

Suwon Bluewings: 2001, 2002
- Supercoppa d'Asia: 2

Suwon Bluewings: 2001, 2002
- A3 Champions Cup: 1

Seongnam: 2004
- OFC Champions League: 1

Auckland: 2008-09